# Leptophobia helena
Leptophobia helena is een vlindersoort uit de familie van de Pieridae (witjes), onderfamilie Pierinae.
Leptophobia helena werd in 1852 beschreven door Lucas.